# Biserica Sfinții Arhangheli din Tiur
Biserica Sfinții Arhangheli din Tiur este un monument istoric aflat pe teritoriul localității Tiur, municipiului Blaj. În Repertoriul Arheologic Național, monumentul apare cu codul 1400.02.

## Localitatea
Tiur, alternativ Șoimușa, (în maghiară Tűr, în germană Dürrdorf, în trad. „Satul secetos”), este o localitate componentă a municipiului Blaj din județul Alba, Transilvania, România. Localitatea este atestată documentar din anul 1350, cu denumirea Tyry.

## Istoric și trăsături
Biserica a fost construită în anul 1730. Este o biserică-sală cu spațiile consacrate: altar, naos și pronaos. Altarul semicilindric este străpuns de două goluri de fereastră, încheiate în arc. Trei ferestre de aceeași dimensiune străpung laturile de sud și nord ale naosului și pronaosului. Nava are colțurile zidului rotunjite și articulate pe verticală cu două perechi de lesene.
Partea superioară a navei este decorată cu o cornișă în consolă, alcătuită din două retrageri drepte. Pe latura vestică se află un turn cu parter și două etaje. Parterul este străpuns de un portal încheiat semicilindric, fără ancadramente. Deasupra portalului simplu al turnului, într-o nișă, sunt reprezentați Sfinții Arhangheli Mihail și Gavriil. Al doilea nivel al turnului este străpuns de o mică deschidere dreptunghiulară, pe trei dintre laturi. Ultimul nivel al turnului este străpuns de patru mari goluri de fereastră, încheiate în arc semicilindric. Partea superioară a turnului este decorată cu o cornișă în consolă. Muchiile turnului sunt rotunjite, iar de o parte și alta a acestor muchii, perechi de lesene articulează pe verticală turnul. Turnul este acoperit cu un coif cu învelitoarea din tablă.
Între preoții care au slujit la această biserică s-a numărat Aurel Florianu, fratele generalului Dionisie Florianu.

## Imagini

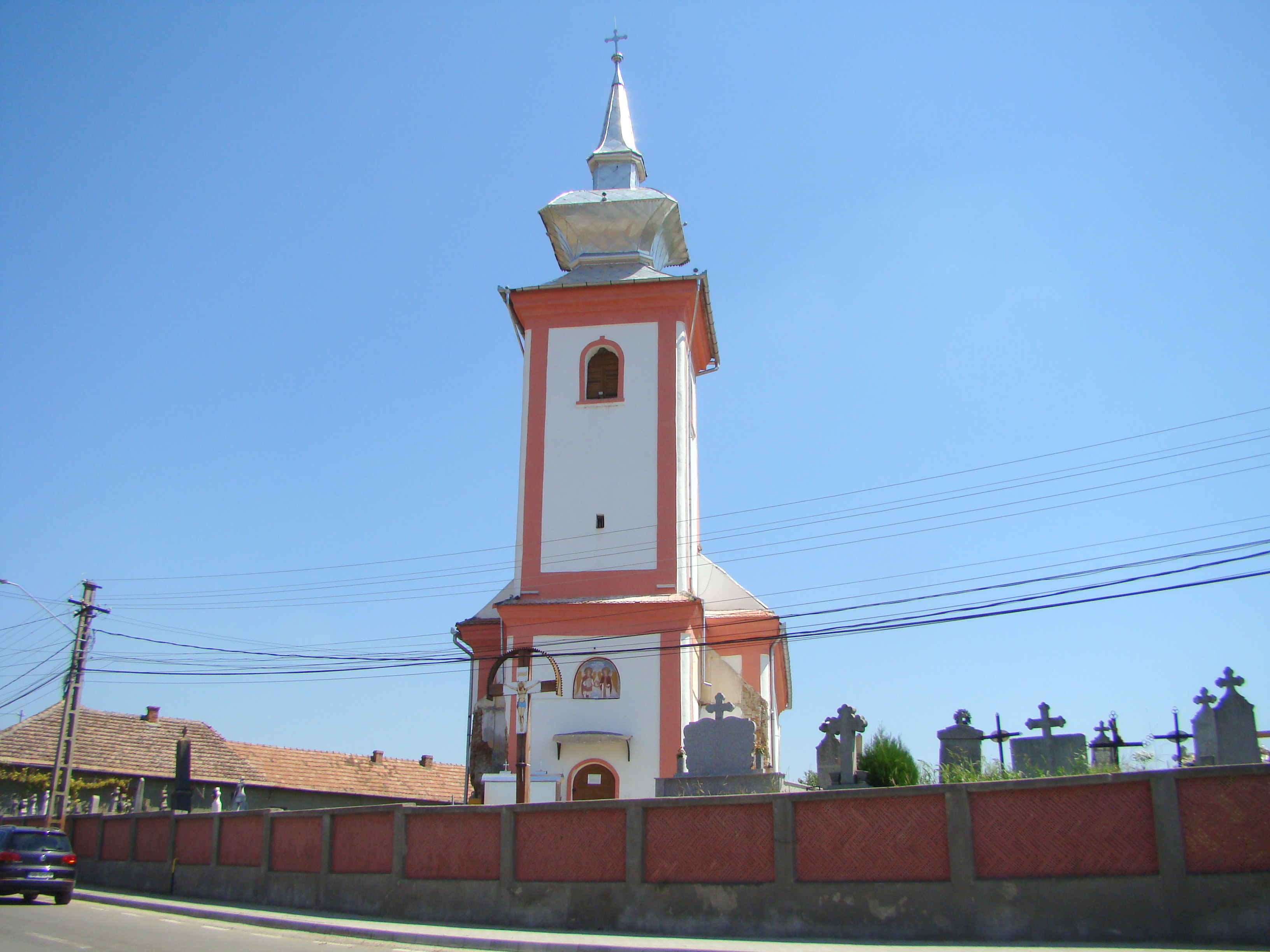
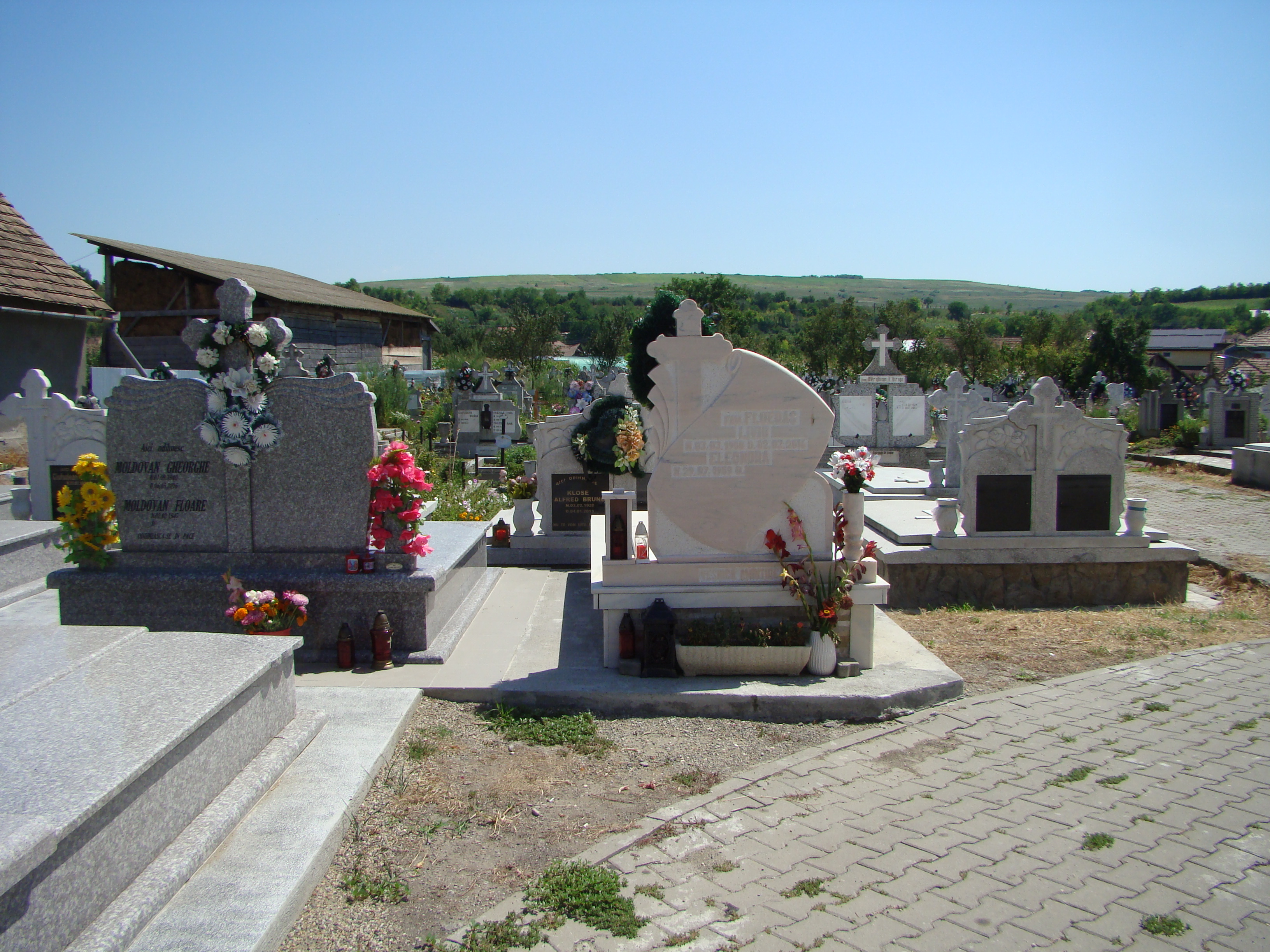
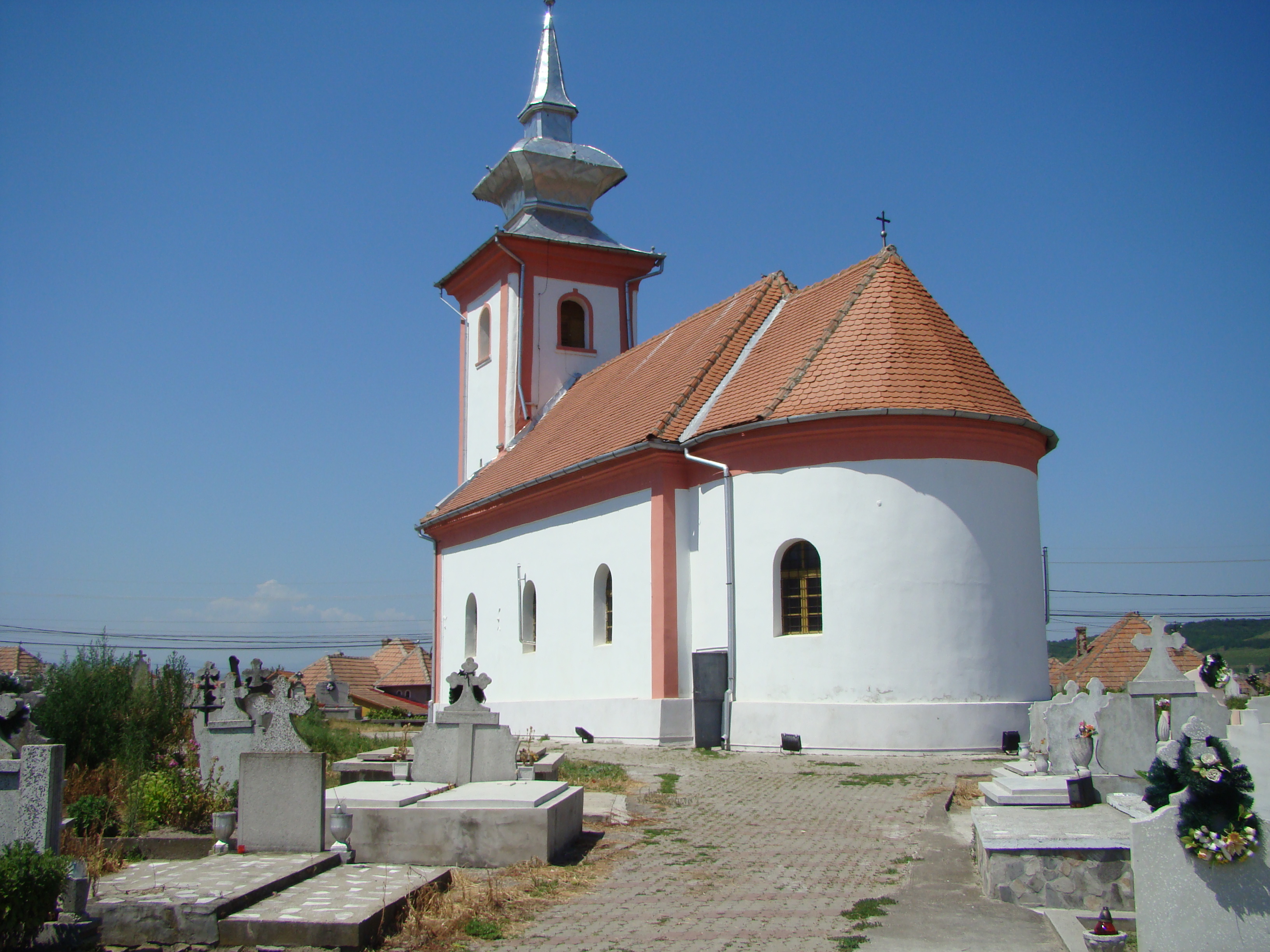
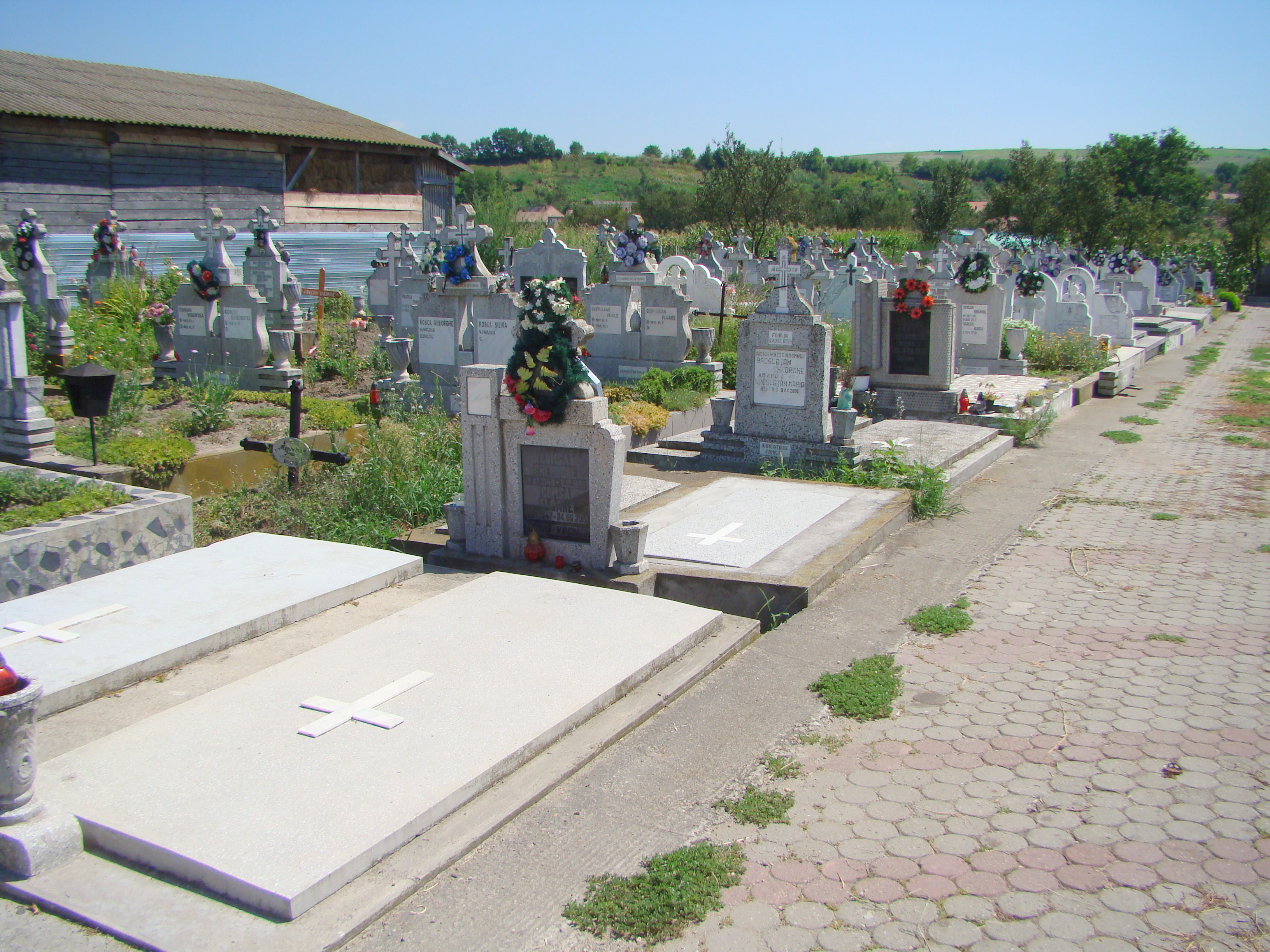
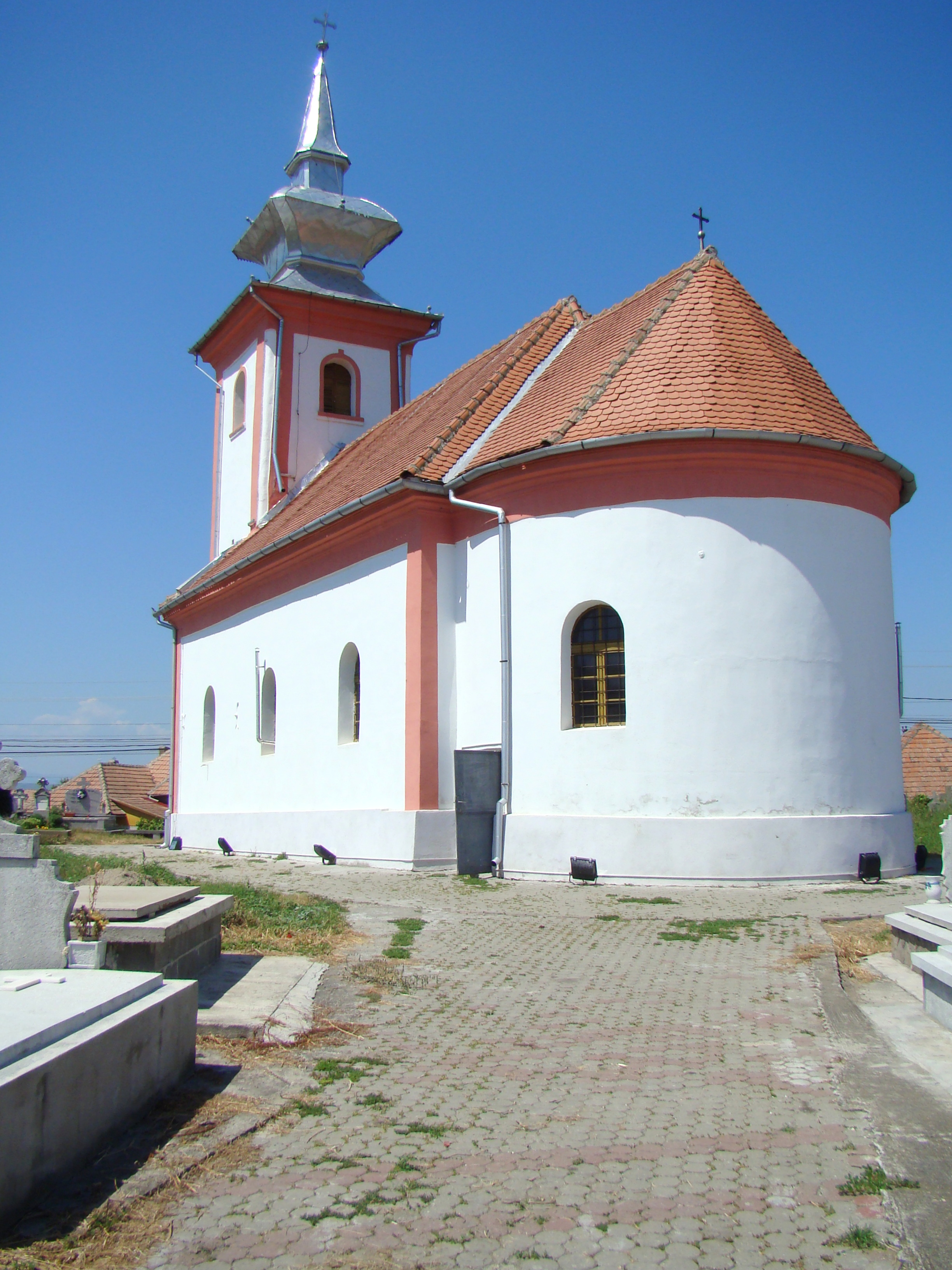
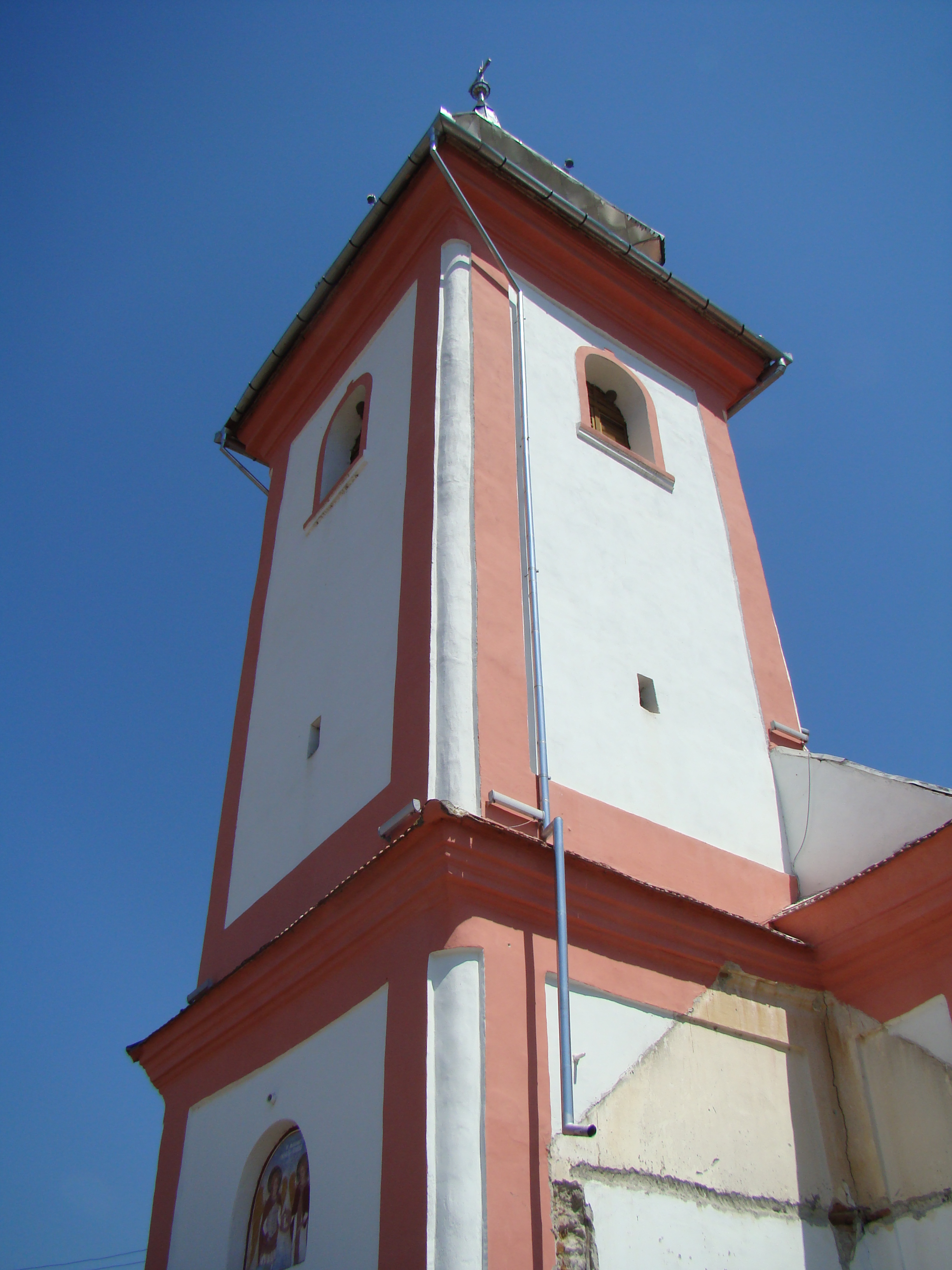
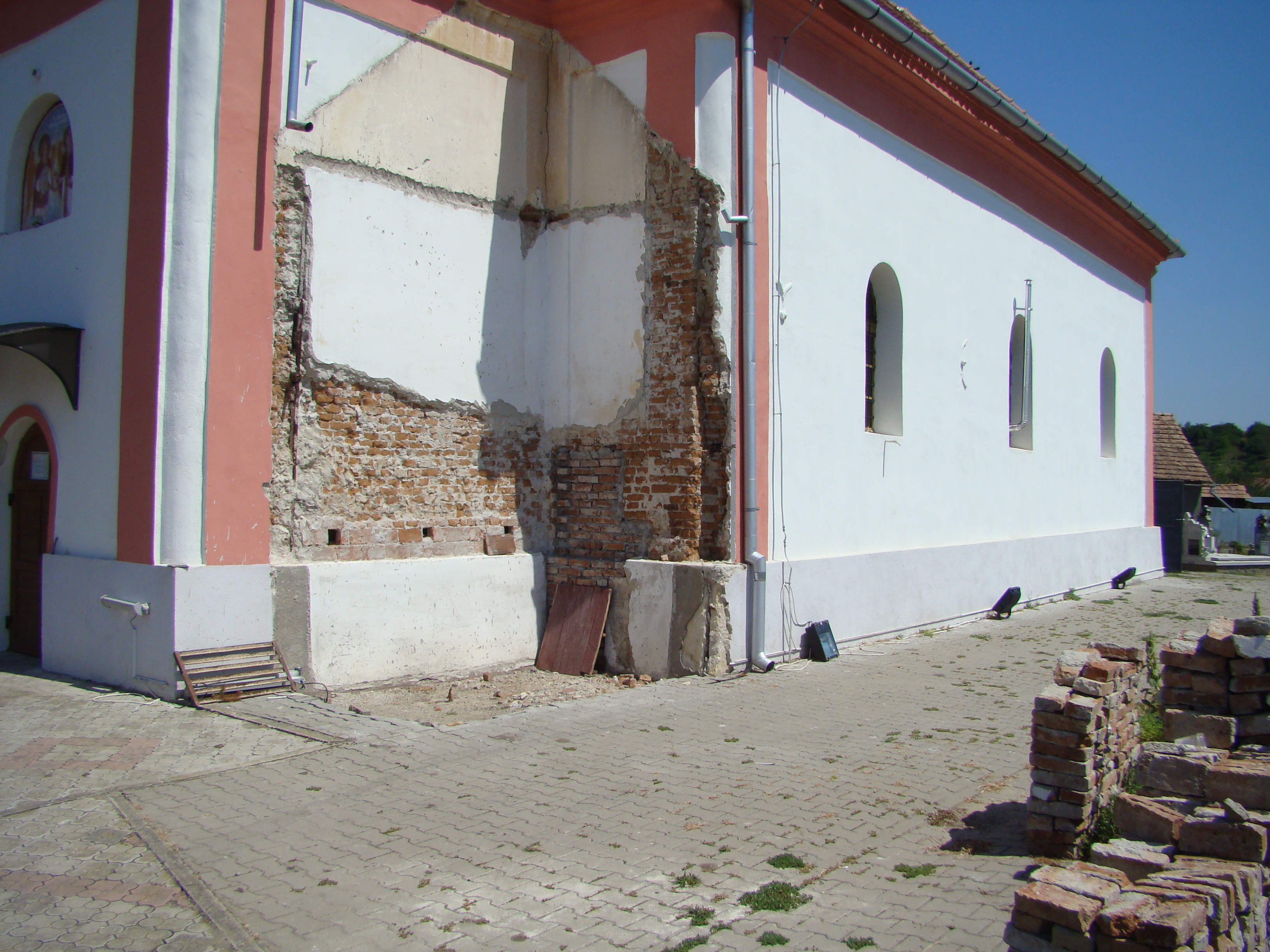
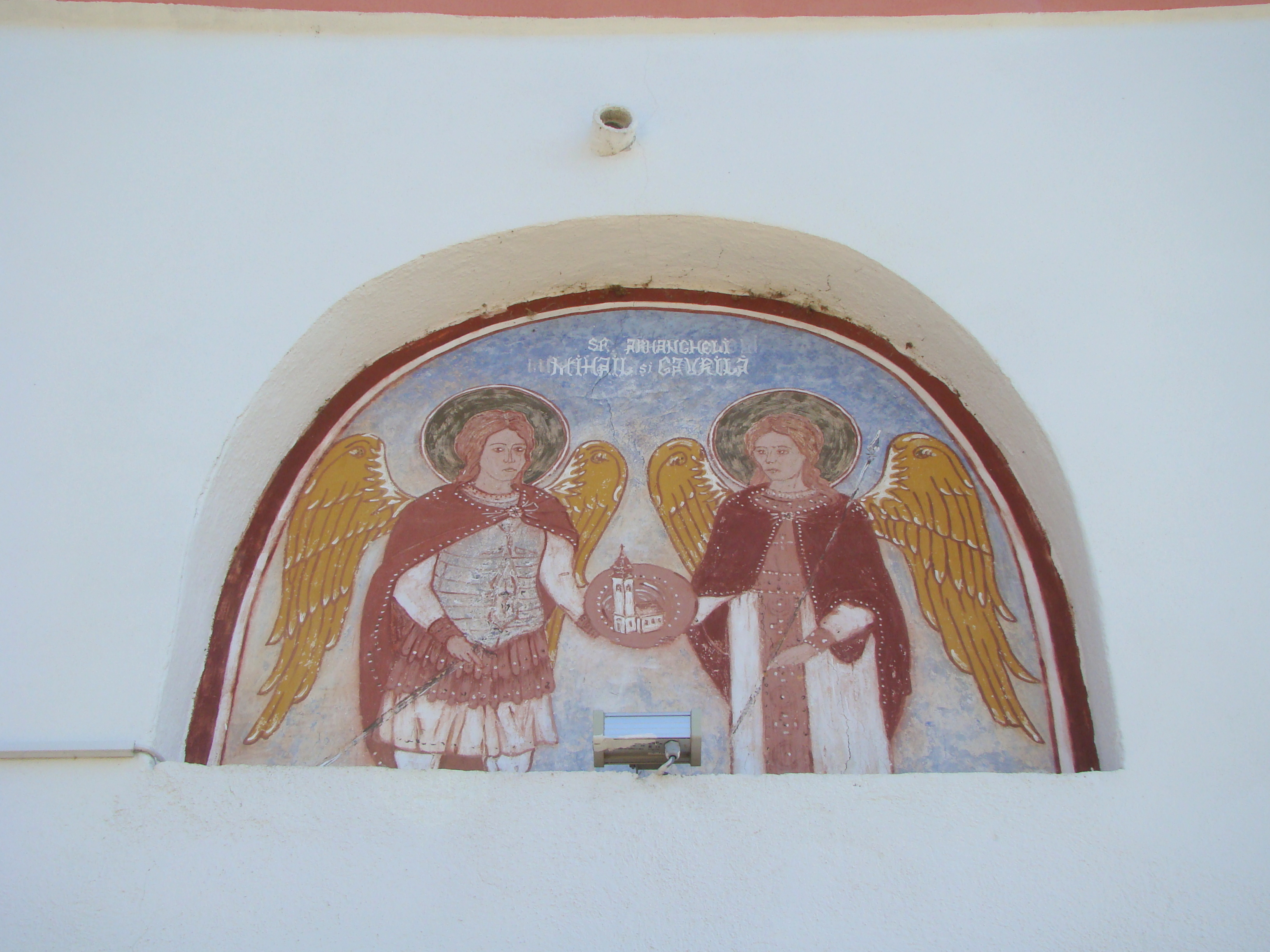
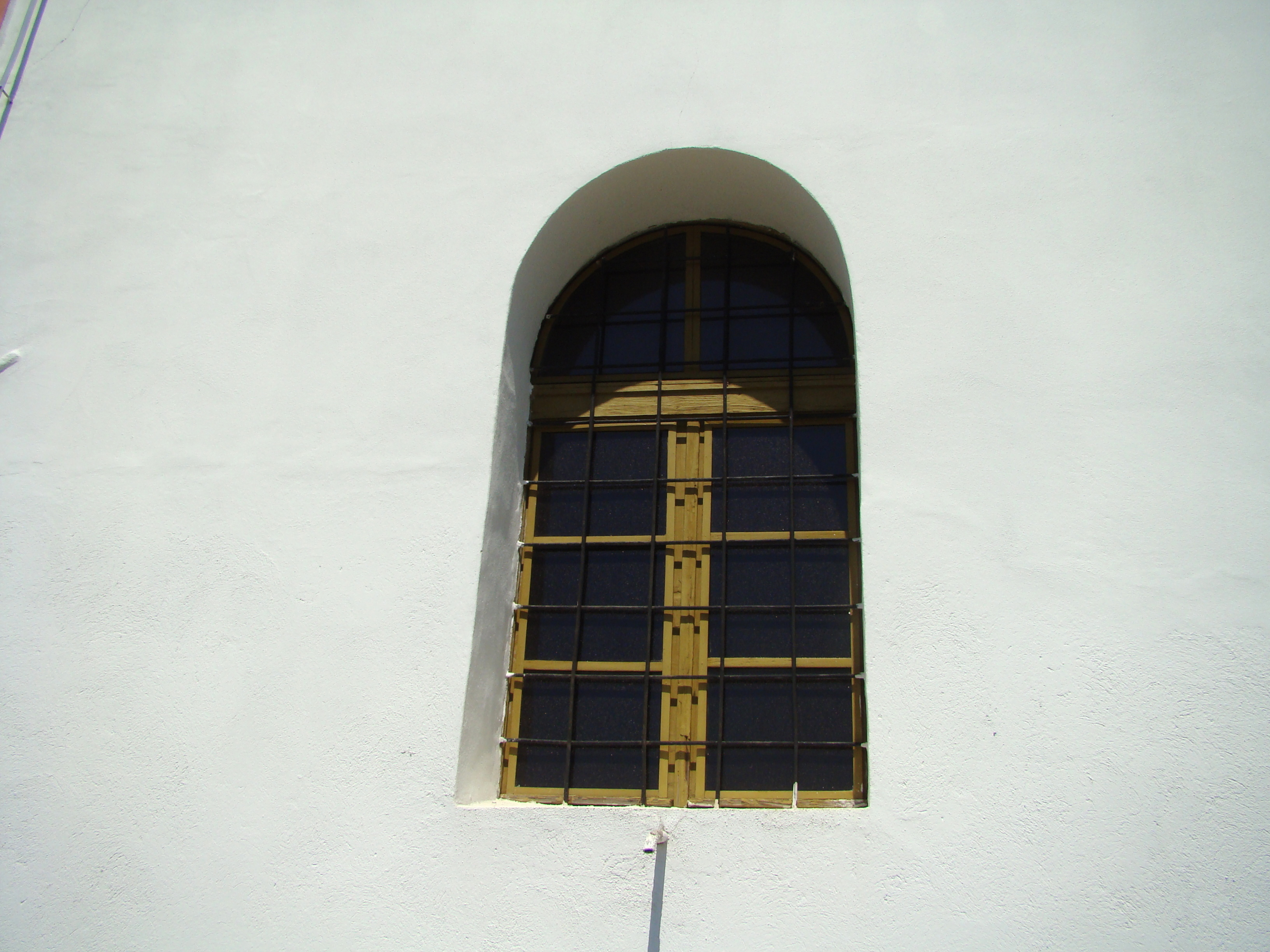
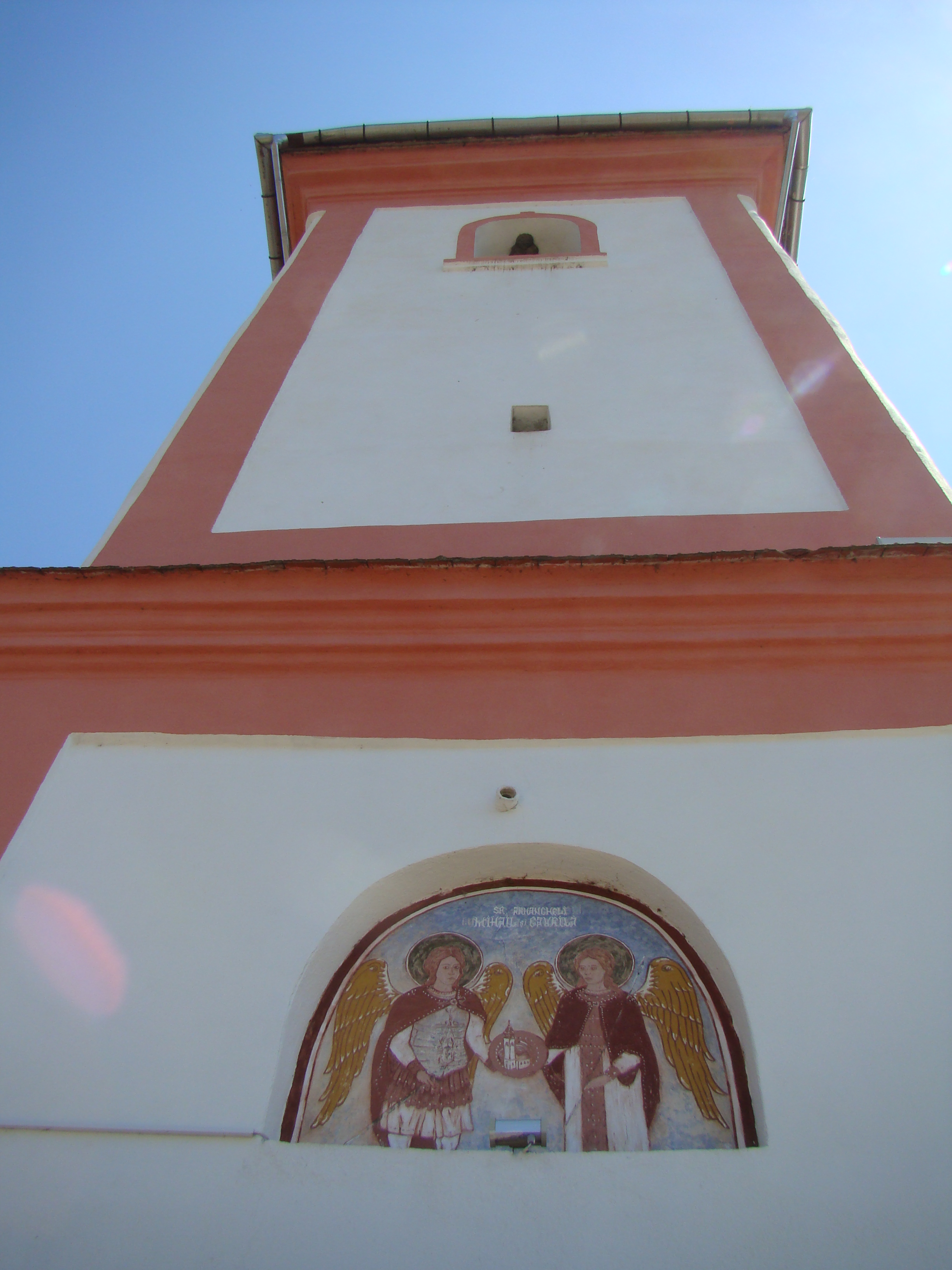
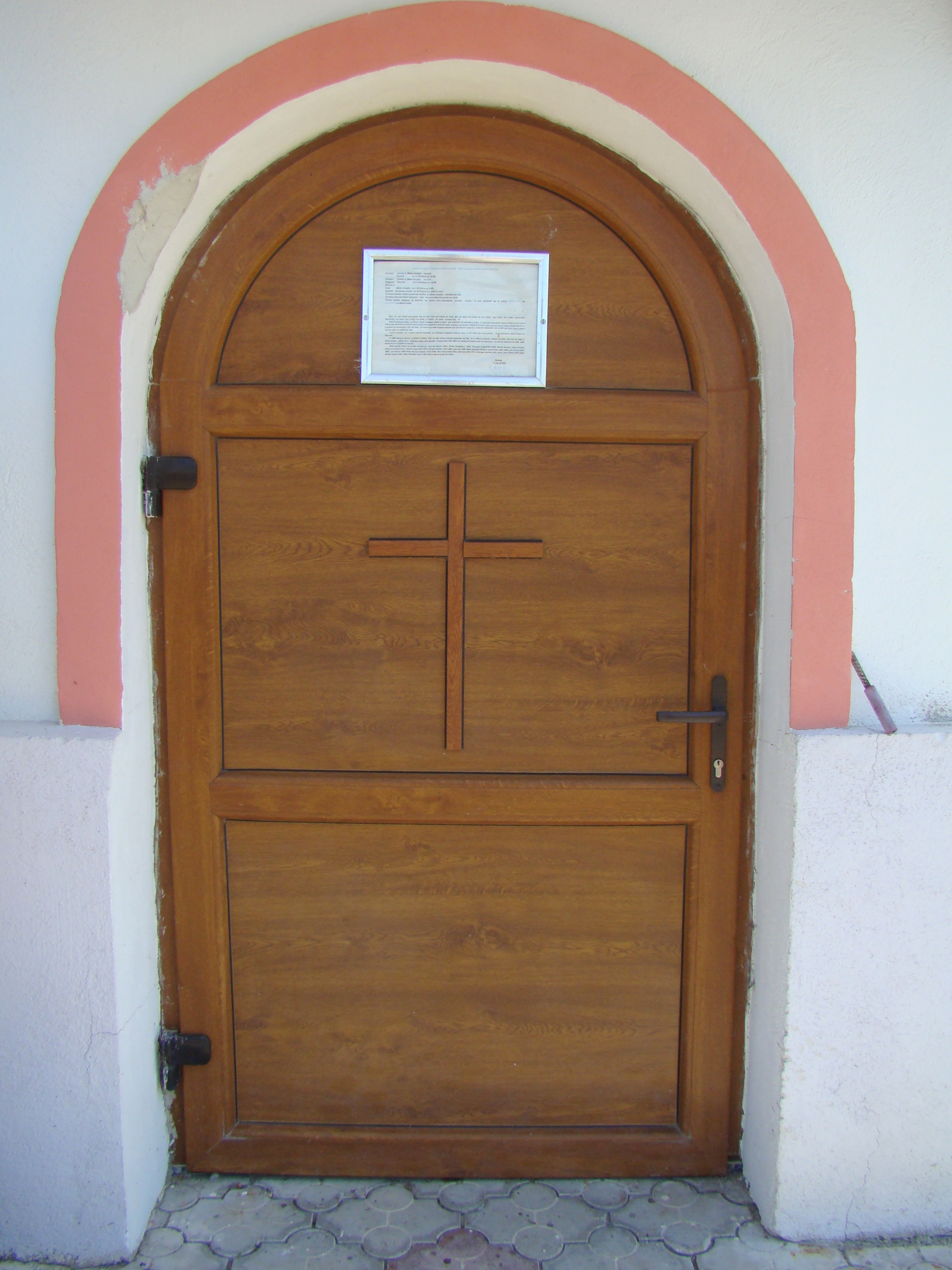
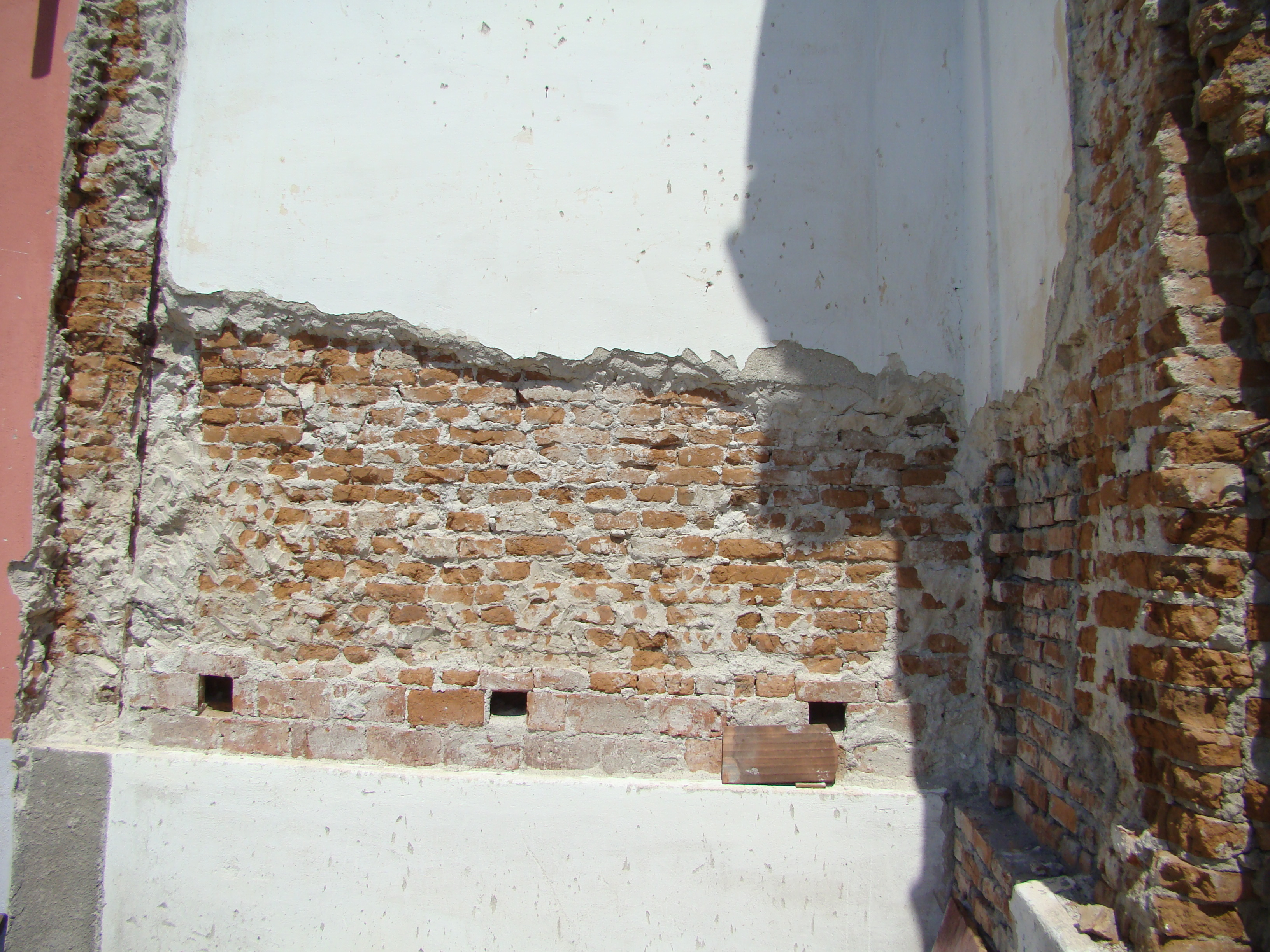
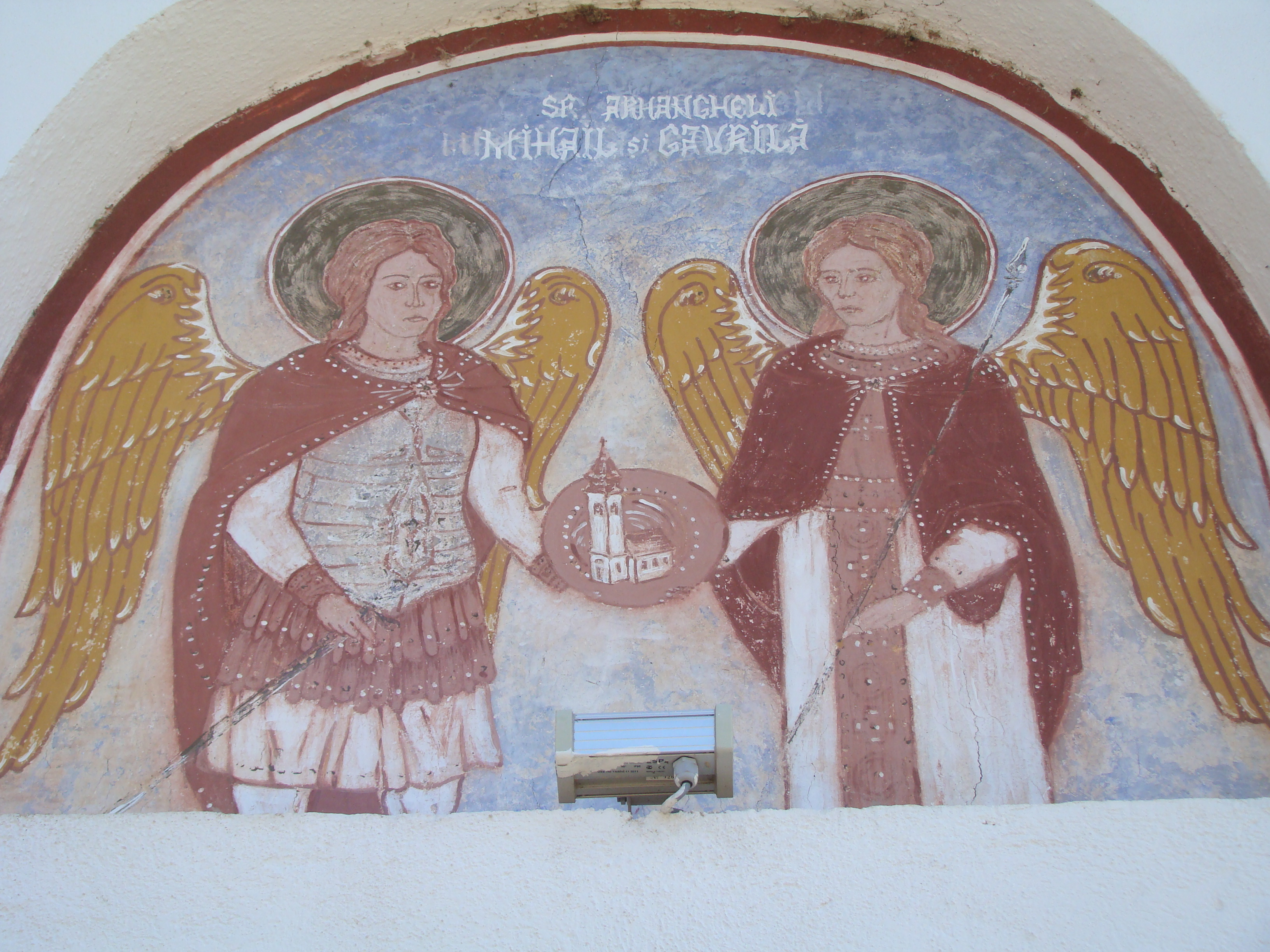
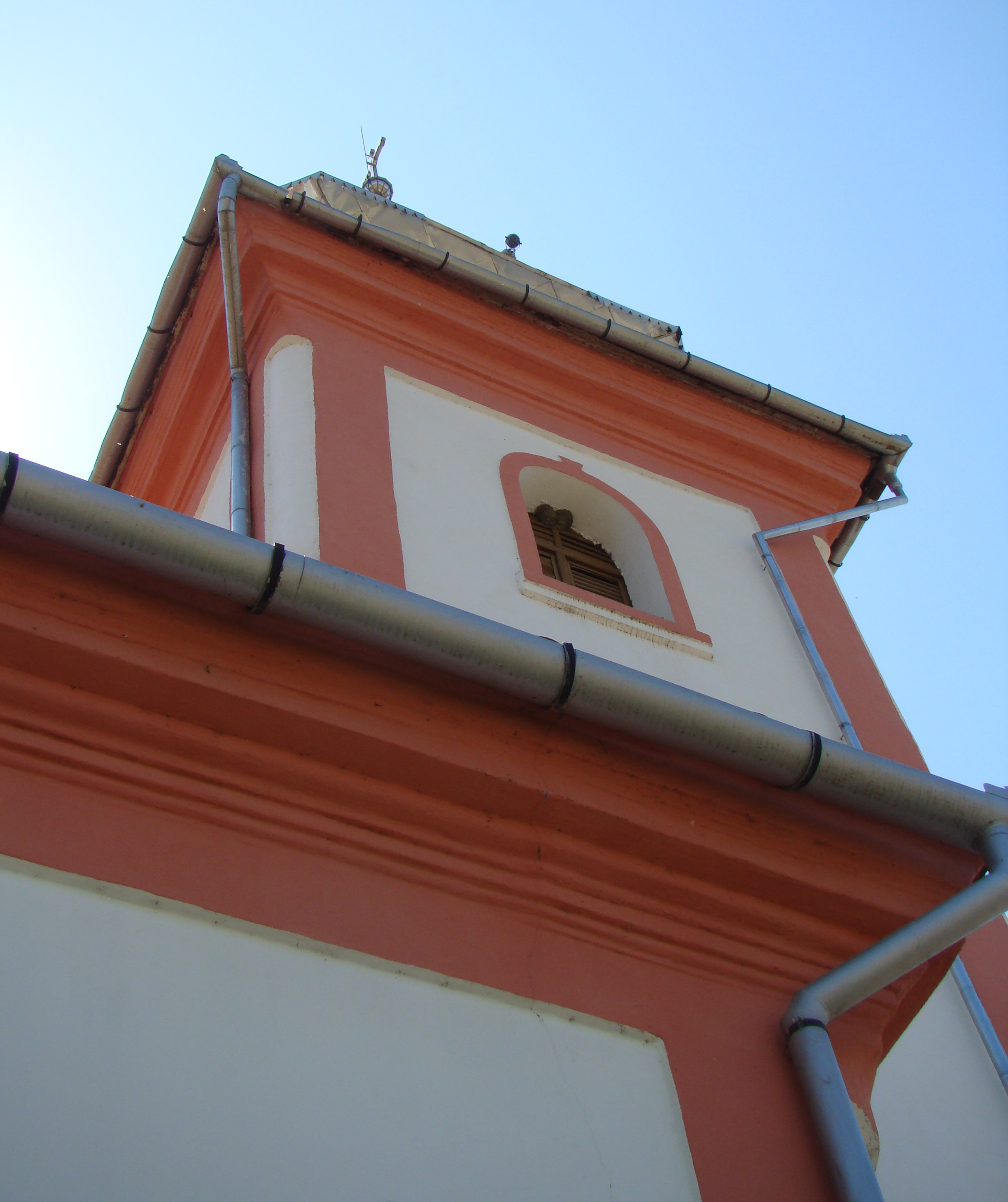
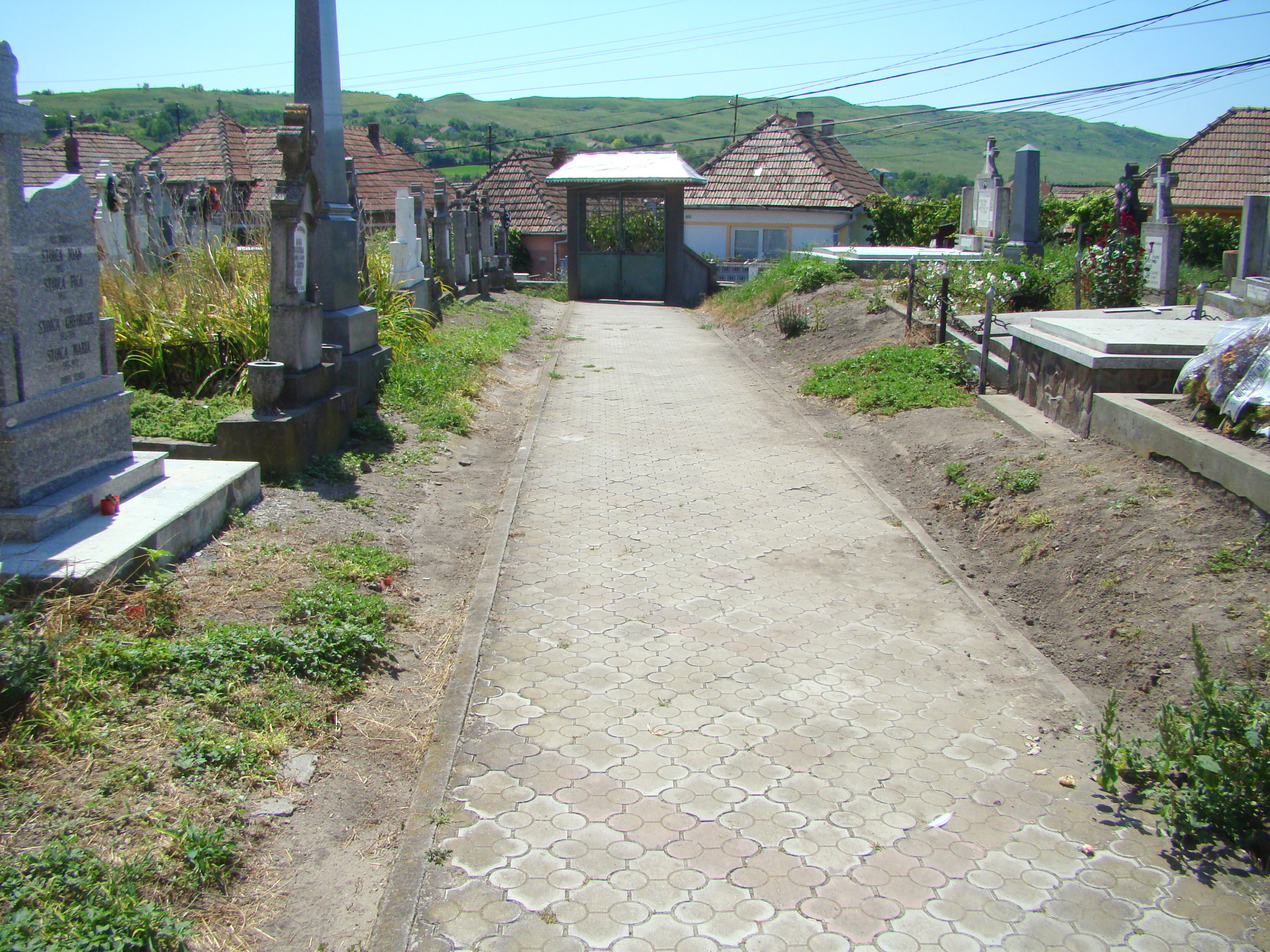
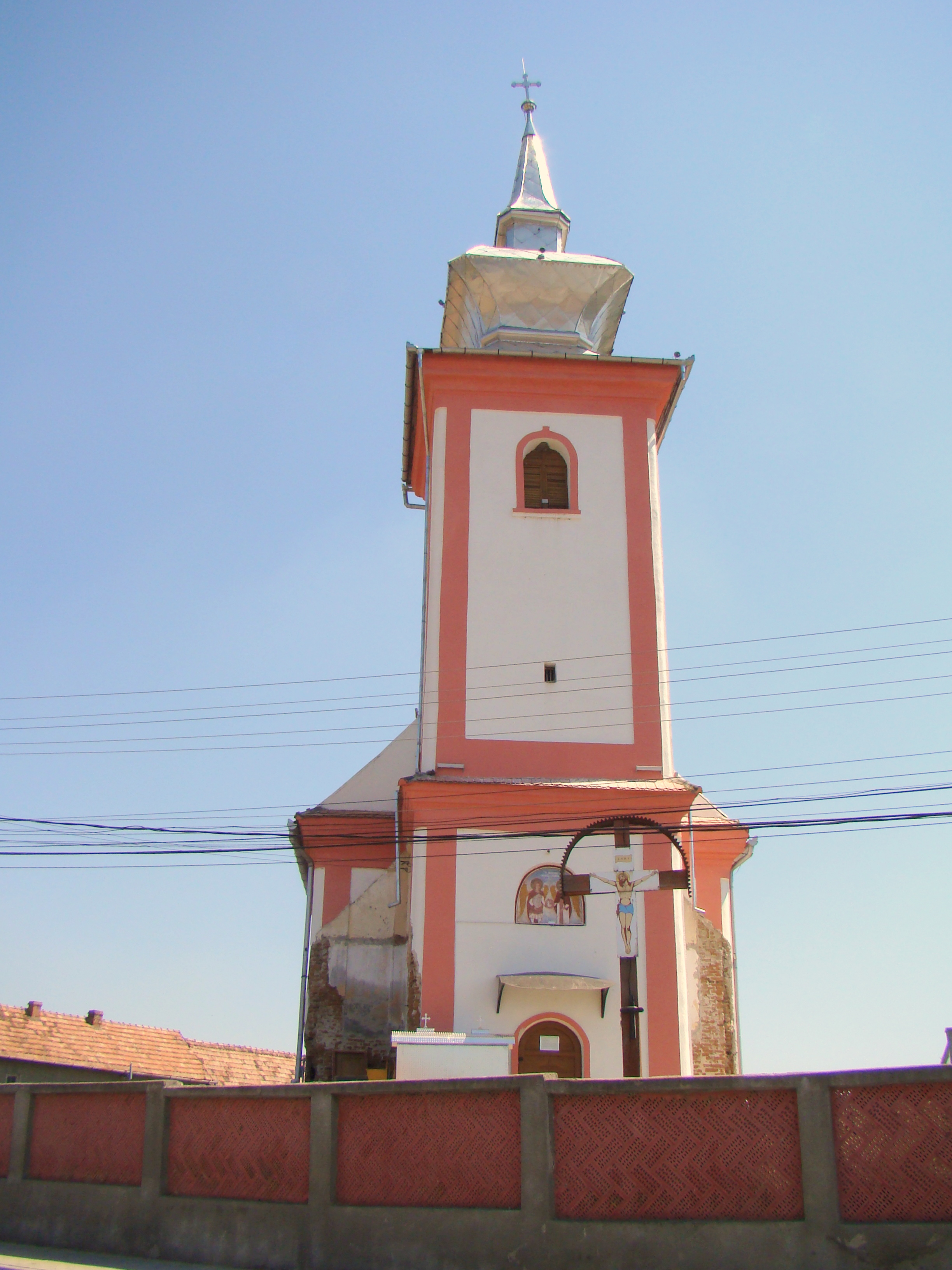